# 小行星3397
小行星3397（3397 Leyla）是一颗围绕太阳公转的小行星。1964年12月8日，小羅伯特·伯納姆、諾曼·G·托馬斯在弗拉格斯塔夫发现了此天体。
这颗小行星的绝对星等为95.29648546856252等。